# W Connection
Vibe CT 105 Williams Connection Football Club is een voetbalclub uit San Fernando in Trinidad en Tobago.
De club werd in 1986 opgericht en speelt in het Manny Ramjohn Stadion in Marabella (net buiten San Fernando) dat plaats biedt aan 10.000 toeschouwers. De club is vernoemd naar de oprichters David John Williams (huidig voorzitter) en Patrick John Williams. W Connection won vijfmaal de TT Pro League en viermaal het CFU Club Championship.

## Erelijst
- TT Pro League: 2000, 2001, 2005, 2011/12, 2013/14, 2018
- Beker van Trinidad en Tobago: 1999, 2000, 2002
- League Cup: 2001, 2004, 2005, 2006, 2007, 2008
- Super Cup: 2001
- Pro Bowl: 2001, 2002, 2004, 2007
- TOYOTA Classic: 2005
- Goal Shield: 2009
- CFU Club Championship: 2001, 2002, 2006, 2009